# Aéroport d'Inukjuak
L'aéroport d’Inukjuak ((code IATA : YPH • code OACI : CYPH)) est un aéroport situé au Québec, au Canada.

## Opérateurs et destinations
| Compagnies | Destinations |
| ---------- | --- |
| Air Inuit  | Akulivik, Ivujivik, Kuujjuaq (Fort Chimo), Kuujjuarapik, Montréal (P.-E.-Trudeau), Puvirnituq, Salluit, Umiujaq |

Édité le 13/04/2025